# (11762) Vogel
(11762) Vogel  ist ein Asteroid im Hauptgürtel. Er wurde am 24. September 1960 von Cornelis Johannes van Houten und Ingrid van Houten-Groeneveld auf von Tom Gehrels im Palomar-Observatorium erstellten Fotografien entdeckt.
Der Asteroid ist nach Hermann Carl Vogel, einem deutschen Astrophysiker benannt.